# Guitar Hero On Tour: Modern Hits
Guitar Hero On Tour: Modern Hits es un videojuego musical diseñado para la consola Nintendo DS, basado en la exitosa saga de juegos Guitar Hero. Ha sido desarrollado por Vicarious Vision y distribuido por RedOctane y Activision, al igual que su predecesor, el primer videojuego de Guitar Hero para la Nintendo DS, Guitar Hero: On Tour, del que hereda su modo de juego y accesorios. Esta nueva edición contendrá canciones de artistas de los últimos años como son Coldplay, Evanescence, Weezer o Avril Lavigne, tocando casi todas las variantes de rock.
La lista de canciones es la siguiente:

## 1. Rusty Rocco's
- Avril Lavigne - When You're Gone (2007)
- Deluxe - Que No (2003)
- Kings Of Leon - On Call (2007)
- Klaxons - Golden Skans (2007)
- The Dandy Warhols - Bohemian Like You (2000)
- Wolfmother - Dimension (2006)

## 2. Feria del condado
- Coldplay - Violet Hill (2008)
- Maxïmo Park - Our Velocity (2007)
- Phoenix - Napoleon Says (2006)
- The Fratellis - Chelsea Dagger (2006)
- The Rasmus - In The Shadows (2003)

## 3. Laser Show
- Franz Ferdinand - The Fallen (2005)
- Lenny Kravitz - Where Are We Runnin'? (2004)
- Negramaro - Via Le Mani Dagli Occhi (2008)
- Sportfreunde Stiller - '54, '74, '90, 2010 (2006)
- The Offspring - Half-Truism (2008)

## 4. Casino Vicarious
- AFI - Miss Murder (2006)
- Evanescence - Sweet Sacrifice (2006)
- Placebo - The Bitter End (2003)
- Sum 41 - Still Waiting (2002)
- The Kooks - Always Where I Need To Be (2008)
- The Strokes - Reptilia (2003)

## 5. Shanghái
- Bullet For My Valentine - Scream Aim Fire (2008)
- Fall Out Boy - This Ain't a Scene, It's an Arms Race (2007)
- Foo Fighters - All My Life (2002)
- Kaiser Chiefs - Ruby (2007)
- Tenacious D - The Metal (2006)
- Weezer - Everybody Get Dangerous (2008)

## Version Para Consola
La versión para PS3, Wii y Xbox 360 incluye una lista diferente de canciones 